# Náusea
Náusea ou enjoo é uma sensação desagradável e difusa de desconforto e mal-estar, que em muitos casos se manifesta por vontade em vomitar. Embora não seja dolorosa, quando a sua duração é prolongada pode ser um sintoma debilitante ao provocar desconforto no peito, parte superior do abdómen ou na parte de trás da garganta.
As náuseas são um sintoma inespecífico, o que significa que podem ter muitas causas possíveis. Algumas das causas mais comuns de náuseas são o enjoo do movimento, tonturas, dores de cabeça, desmaios, pouca glicose no sangue, gastroenterite ou intoxicação alimentar. As náuseas podem também ser um efeito secundário de muitos medicamentos, incluindo quimioterapia, ou dos enjoos matinais no início da gravidez. As náuseas podem ainda ser causadas por condições psicológicas como ansiedade, nojo ou depressão. Além disso, as náuseas podem ser um sintoma da síndrome de ativação de mastócitos.
Os medicamentos usados para prevenir e tratar as náuseas são denominados antieméticos. Entre os mais prescritos estão a prometazina, metoclopramida e ondansetrona. O termo náusea tem origem no latim nausea, a partir do grego "ναυσία" – nausia, ou "ναυτία" – nautia, que significa doença do movimento.